# Piłka nożna na Letnich Igrzyskach Olimpijskich 2012 – turniej kobiet
Turniej olimpijski w piłce nożnej kobiet podczas XXX Letnich Igrzysk Olimpijskich w Londynie był 5. edycją w historii i odbył się w dniach od 25 lipca do 9 sierpnia 2012 roku. Do rywalizacji przystąpiło 12 drużyn, podzielonych na trzy grupy. W każdej z nich zmagania toczyły się systemem kołowym (tj. każdy z każdym, po jednym meczu), a po dwa najlepsze zespoły oraz dwie drużyny z trzecich miejsc uzyskały awans do ćwierćfinału. Od tej fazy pojedynki przeprowadzane były systemem pucharowym (jedno spotkanie, przegrywający odpada, a zwycięzca kwalifikuje się do kolejnej fazy).

## Kwalifikacje
W kwalifikacjach do turnieju olimpijskiego kobiet, które odbyły się od października 2010 do marca 2012 bezpośrednio zakwalifikowało się 12 zespołów. Gospodarz turnieju - Wielka Brytania miała udział zapewniony po uzyskaniu miana gospodarza 7 lipca 2005 roku. Pozostałe 11 zespołów musiało uczestniczyć w turniejach kwalifikacyjnych. Większość federacji użyła formatu turnieju kwalifikacyjnych do igrzysk. Miało to miejsce w Azji, Afryce, CONCACAF oraz w Oceanii. Wyjątek stanowiły drużyny z Europy, które kwalifikacje uzyskały jako dwie najlepsze drużyny starego kontynentu na turnieju mistrzostw świata oraz Ameryka Południowa w której kwalifikacje uzyskały dwie najlepsze drużyny mistrzostw kontynentu.
| Nazwa imprezy                         | Data zakończenia     | Gospodarz | Miejsc | Zakwalifikowane           |
| ------------------------------------- | -------------------- | --------- | ------ | ------------------------- |
| Gospodarz                             | -                    | -         | 1      | Wielka Brytania           |
| Turniej kwalifikacyjny – AFC          | 11 września 2011     | Chiny     | 2      | Japonia Korea Północna    |
| Turniej kwalifikacyjny – CAF          | 22 października 2011 | -         | 2      | Południowa Afryka Kamerun |
| Turniej kwalifikacyjny – CONCACAF     | 29 stycznia 2012     | Kanada    | 2      | Stany Zjednoczone Kanada  |
| Turniej kwalifikacyjny – CONMEBOL     | 21 listopada 2010    | Ekwador   | 2      | Brazylia Kolumbia         |
| Turniej kwalifikacyjny – OFC          | 4 kwietnia 2012      | Tonga     | 1      | Nowa Zelandia             |
| UEFA – Mistrzostwa Świata Kobiet 2011 | 17 lipca 2011        | Niemcy    | 2      | Szwecja Francja           |
| Razem                                 |                      |           | 12     |                           |

## Składy
W turnieju kobiet nie obowiązuje limit wiekowy jak w przypadku mężczyzn. Każda drużyna składa się z 18 zawodniczek.

## Faza grupowa

### Grupa E
| Zespół          | M | Z | R | P | GZ | GS | GR  | Pkt |
| --------------- | - | - | - | - | -- | -- | --- | --- |
| Wielka Brytania | 3 | 3 | 0 | 0 | 5  | 0  | +5  | 9   |
| Brazylia        | 3 | 2 | 0 | 1 | 6  | 1  | +5  | 6   |
| Nowa Zelandia   | 3 | 1 | 0 | 2 | 3  | 3  | 0   | 3   |
| Kamerun         | 3 | 0 | 0 | 3 | 1  | 11 | -10 | 0   |

| 25 lipca 2012 | Wielka Brytania        | 1:0   | Nowa Zelandia |                                                               |
| 17:00 CET     | Stephanie Houghton 63' | (0:0) |               | Millennium Stadium, Cardiff Widzów: 24 549 Sędzia: Kari Seitz |

| 25 lipca 2012 | Kamerun | 0:5   | Brazylia                                                              |                                                                    |
| 19:45 CET     |         | (0:2) | 7' Francielle · 10' Renata Costa · 73' (k), 88' Marta · 78' Cristiane | Millennium Stadium, Cardiff Widzów: 30 847 Sędzia: Jenny Palmqvist |

| 28 lipca 2012 | Nowa Zelandia | 0:1   | Brazylia      |                                                                      |
| 15:30 CET     |               | (0:0) | 86' Cristiane | Millennium Stadium, Cardiff Widzów: 30 103 Sędzia: Bibiana Steinhaus |

| 28 lipca 2012 | Wielka Brytania                                        | 3:0   | Kamerun |                                                                |
| 18:15 CET     | Casey Stoney 18' · Jill Scott 23' · Steph Houghton 82' | (2:0) |         | Millennium Stadium, Cardiff Widzów: 31 141 Sędzia: Hong Eun-Ah |

| 31 lipca 2012 | Nowa Zelandia                                               | 3:1   | Kamerun               |                                                                              |
| 20:45 CET     | Rebecca Smith 43' · Ysis Sonkeng 49' (sam.) · Gregorius 62' | (1:0) | Gabrielle Onguene 75' | City of Coventry Stadium, Coventry Widzów: 11 425 Sędzia: Christina Pedersen |

| 31 lipca 2012 | Wielka Brytania   | 1:0   | Brazylia |                                                                       |
| 20:45 CET     | Steph Houghton 2' | (1:0) |          | Millennium Stadium, Cardiff Widzów: 70 584 Sędzia: Carol Anne Chenard |

### Grupa F
| Zespół            | M | Z | R | P | GZ | GS | GR | Pkt |
| ----------------- | - | - | - | - | -- | -- | -- | --- |
| Szwecja           | 3 | 1 | 2 | 0 | 6  | 3  | +3 | 5   |
| Japonia           | 3 | 1 | 2 | 0 | 2  | 1  | +1 | 5   |
| Kanada            | 3 | 1 | 1 | 1 | 6  | 4  | +2 | 4   |
| Południowa Afryka | 3 | 0 | 1 | 2 | 1  | 7  | -6 | 1   |

| 25 lipca 2012 | Japonia                              | 2:1   | Kanada               |                                                                           |
| 18:00 CET     | Nahomi Kawasumi 32' · Aya Miyama 43' | (2:0) | 54' Melissa Tancredi | City of Coventry Stadium, Coventry Widzów: 14 119 Sędzia: Kirsi Heikkinen |

| 25 lipca 2012 | Szwecja                                                        | 4:1   | Południowa Afryka |                                                                           |
| 20:45 CET     | Nilla Fischer 7' · Lisa Dahlkvist 20' · Lotta Schelin 21', 63' | (3:0) | 60' Portia Modise | City of Coventry Stadium, Coventry Widzów: 18 290 Sędzia: Salomé di Iorio |

| 28 lipca 2012 | Japonia | 0:0   | Szwecja |                                                                              |
| 13:00 CET     |         | (0:0) |         | City of Coventry Stadium, Coventry Widzów: 14 160 Sędzia: Quetzalli Alvarado |

| 28 lipca 2012 | Kanada                                            | 3:0   | Południowa Afryka |                                                                              |
| 15:45 CET     | Melissa Tancredi 7' · Christine Sinclair 21', 63' | (1:0) |                   | City of Coventry Stadium, Coventry Widzów: 14 753 Sędzia: Christina Pedersen |

| 31 lipca 2012 | Japonia | 0:0   | Południowa Afryka |                                                                   |
| 15:30 CET     |         | (0:0) |                   | Millennium Stadium, Cardiff Widzów: 24 202 Sędzia: Efthalia Mitsi |

| 31 lipca 2012 | Kanada                    | 2:2   | Szwecja                                     |                                                              |
| 15:30 CET     | Melissa Tancredi 43', 84' | (1:2) | 14' Marie Hammarström · 16' Sofia Jakobsson | St James’ Park, Newcastle Widzów: 12 719 Sędzia: Hong Eun-Ah |

### Grupa G
| Zespół            | M | Z | R | P | GZ | GS | GR | Pkt |
| ----------------- | - | - | - | - | -- | -- | -- | --- |
| Stany Zjednoczone | 3 | 3 | 0 | 0 | 8  | 2  | +6 | 9   |
| Francja           | 3 | 2 | 0 | 1 | 8  | 4  | +4 | 6   |
| Korea Północna    | 3 | 1 | 0 | 2 | 2  | 6  | -4 | 3   |
| Kolumbia          | 3 | 0 | 0 | 3 | 0  | 6  | -6 | 0   |

| 25 lipca 2012 | Stany Zjednoczone                                         | 4:2   | Francja                                    |                                                                |
| 18:00 CET     | Abby Wambach 18' · Alex Morgan 31', 65' · Carli Lloyd 55' | (2:2) | 11' Gaëtane Thiney · 13' Marie-Laure Delie | Hampden Park, Glasgow Widzów: 18 090 Sędzia: Sachiko Yamagishi |

| 25 lipca 2012 | Kolumbia | 0:2   | Korea Północna        |                                                                 |
| 20:45‡ CET    |          | (0:1) | Kim Song-Hui 39', 85' | Hampden Park, Glasgow Widzów: 20 150 Sędzia: Carol Anne Chenard |

| 28 lipca 2012 | Stany Zjednoczone                                      | 3:0   | Kolumbia |                                                             |
| 18:00 CET     | Megan Rapinoe 33' · Abby Wambach 74' · Carli Lloyd 77' | (1:0) |          | Hampden Park, Glasgow Widzów: 11 313 Sędzia: Efthalia Mitsi |

| 28 lipca 2012 | Francja                                                                                                | 5:0   | Korea Północna |                                                             |
| 20:45 CET     | Laura Georges 45' · Elodie Thomis 70' · Marie Laure Delie 71' · Wendie Renard 81' · Camille Catala 87' | (1:0) |                | Hampden Park, Glasgow Widzów: 11 743 Sędzia: Therese Neguel |

| 31 lipca 2012 | Stany Zjednoczone | 1:0   | Korea Północna    |                                                                 |
| 18:15 CET     | Abby Wambach 25'  | (1:0) | 81' Choe Mi-gyong | Old Trafford, Manchester Widzów: 29 522 Sędzia: Jenny Palmqvist |

| 31 lipca 2012 | Francja          | 1:0   | Kolumbia |                                                                     |
| 18:15 CET     | Elodie Thomis 5' | (1:0) |          | St James’ Park, Newcastle Widzów: 13 184 Sędzia: Quetzalli Alvarado |

‡ – mecz rozpoczął się z niemal 50-minutowym opóźnieniem, wywołanym protestem ekipy północnokoreańskiej, będącym rezultatem pomyłki organizatorów, którzy użyli flagi Korei Południowej.

### Ranking miejsc 3
| Zespół         | M | Z | R | P | GZ | GS | GR | Pkt |
| -------------- | - | - | - | - | -- | -- | -- | --- |
| Kanada         | 3 | 1 | 1 | 1 | 6  | 4  | +2 | 4   |
| Nowa Zelandia  | 3 | 1 | 0 | 2 | 3  | 3  | 0  | 3   |
| Korea Północna | 3 | 1 | 0 | 2 | 2  | 6  | -4 | 3   |

## Faza pucharowa
|  |                        |                   |                     |                         |   |                   |                     |                       |                       |                       |                   |       |       |
|  | Ćwierćfinały           | Ćwierćfinały      | Ćwierćfinały        |                         |   | Półfinały         | Półfinały           | Półfinały             |                       |                       | Finał             | Finał | Finał |
|  | Ćwierćfinały           | Ćwierćfinały      | Ćwierćfinały        |                         |   | Półfinały         | Półfinały           | Półfinały             |                       |                       | Finał             | Finał | Finał |
|  | 3 sierpnia – Coventry  |                   |                     |                         |   |                   |                     |                       |                       |                       |                   |       |       |
|  |                        |                   |                     |                         |   |                   |                     |                       |                       |                       |                   |       |       |
|  | Wielka Brytania        | Wielka Brytania   | 0                   |                         |   |                   |                     |                       |                       |                       |                   |       |       |
|  | Wielka Brytania        | Wielka Brytania   | 0                   | 6 sierpnia – Manchester |   |                   |                     |                       |                       |                       |                   |       |       |
|  | Kanada                 | Kanada            | 2                   |                         |   |                   |                     |                       |                       |                       |                   |       |       |
|  | Kanada                 | Kanada            | 2                   |                         |   | Kanada            | Kanada              | 3                     |                       |                       |                   |       |       |
|  | 3 sierpnia – Newcastle |                   |                     |                         |   | Kanada            | Kanada              | 3                     |                       |                       |                   |       |       |
|  |                        |                   | Stany Zjednoczone   | Stany Zjednoczone       | 4 |                   |                     |                       |                       |                       |                   |       |       |
|  | Stany Zjednoczone      | Stany Zjednoczone | Stany Zjednoczone   | Stany Zjednoczone       | 4 | 2                 |                     |                       |                       |                       |                   |       |       |
|  | Stany Zjednoczone      | Stany Zjednoczone |                     |                         |   | 2                 | 9 sierpnia – Londyn |                       |                       |                       |                   |       |       |
|  | Nowa Zelandia          | Nowa Zelandia     | 0                   |                         |   |                   |                     |                       |                       |                       |                   |       |       |
|  | Nowa Zelandia          | Nowa Zelandia     | 0                   |                         |   | Stany Zjednoczone | Stany Zjednoczone   | 2                     |                       |                       |                   |       |       |
|  | 3 sierpnia – Glasgow   |                   |                     |                         |   | Stany Zjednoczone | Stany Zjednoczone   | 2                     |                       |                       |                   |       |       |
|  |                        |                   | Japonia             | Japonia                 | 1 |                   |                     |                       |                       |                       |                   |       |       |
|  | Szwecja                | Szwecja           | Japonia             | Japonia                 | 1 | 1                 |                     |                       |                       |                       |                   |       |       |
|  | Szwecja                | Szwecja           | 6 sierpnia – Londyn |                         |   | 1                 |                     |                       |                       |                       |                   |       |       |
|  | Francja                | Francja           | 2                   |                         |   |                   |                     |                       |                       |                       |                   |       |       |
|  | Francja                | Francja           | 2                   |                         |   | Francja           | Francja             | 1                     | Mecz o 3. miejsce     | Mecz o 3. miejsce     | Mecz o 3. miejsce |       |       |
|  | 3 sierpnia – Cardiff   |                   |                     |                         |   | Francja           | Francja             | 1                     | Mecz o 3. miejsce     | Mecz o 3. miejsce     | Mecz o 3. miejsce |       |       |
|  |                        |                   | Japonia             | Japonia                 | 2 |                   |                     | 9 sierpnia – Coventry | 9 sierpnia – Coventry | 9 sierpnia – Coventry |                   |       |       |
|  | Brazylia               | Brazylia          | Japonia             | Japonia                 | 2 | 0                 |                     | 9 sierpnia – Coventry | 9 sierpnia – Coventry | 9 sierpnia – Coventry |                   |       |       |
|  | Brazylia               | Brazylia          |                     |                         |   |                   |                     | Kanada                | Kanada                | 1                     |                   |       |       |
|  | Japonia                | Japonia           | 2                   |                         |   |                   |                     |                       | Kanada                | 1                     |                   |       |       |
|  | Japonia                | Japonia           | 2                   |                         |   |                   |                     | Francja               | Francja               | 0                     |                   |       |       |
|  |                        |                   |                     |                         |   |                   |                     |                       | Francja               | 0                     |                   |       |       |

### Ćwierćfinały
| 3 sierpnia 2012 | Szwecja           | 1:2   | Francja                               |                                                         |
| 13:00 CET       | Nilla Fischer 18' | (1:2) | Laura Georges 29' · Wendie Renard 39' | Hampden Park, Glasgow Widzów: 12 869 Sędzia: Kari Seitz |

| 3 sierpnia 2012 | Stany Zjednoczone                    | 2:0   | Nowa Zelandia |                                                                  |
| 15:30 CET       | Abby Wambach 27' · Sydney Leroux 87' | (1:0) |               | St James’ Park, Newcastle Widzów: 10 441 Sędzia: Jesica di Iorio |

| 3 sierpnia 2012 | Brazylia | 0:2   | Japonia                          |                                                                    |
| 18:00 CET       |          | (0:1) | Yuki Ogimi 27' · Shinobu Ōno 73' | Millennium Stadium, Cardiff Widzów: 28 528 Sędzia: Kirsi Heikkinen |

| 3 sierpnia 2012 | Wielka Brytania | 0:2   | Kanada                                       |                                                                |
| 20:30 CET       |                 | (0:2) | 12' Jonelle Filigno · 26' Christine Sinclair | Ricoh Arena, Coventry Widzów: 28 828 Sędzia: Sachiko Yamagishi |

### Półfinały
| 6 sierpnia 2012 | Francja              | 1:2   | Japonia                               |                                                                   |
| 18:00 CET       | 76'Eugenie Le Sommer | (0:1) | 32' Yuki Ogimi · 49' Mizuho Sakaguchi | Stadion Wembley, Londyn Widzów: 61 482 Sędzia: Alvarado Quetzalli |

| 6 sierpnia 2012 | Kanada                           | 3:4 (pd.)  | Stany Zjednoczone                                                  |                                                                     |
| 20:45 CET       | Christine Sinclair 22', 67', 73' | (1:0, 3:3) | 54', 70' Megan Rapinoe · 80' (k) Abby Wambach · 120+3' Alex Morgan | Old Trafford, Manchester Widzów: 26 630 Sędzia: Christiana Pedersen |

### Mecz o trzecie miejsce
| 9 sierpnia 2012 | Kanada               | 1:0   | Francja |                                               |
| 14:00 CET       | Diana Matheson 90+2' | (0:0) |         | Ricoh Arena, Coventry Sędzia: Jenny Palmqvist |

### Finał
| 9 sierpnia 2012 | Stany Zjednoczone   | 2:1   | Japonia        |                                                                  |
| 20:45 CET       | Carli Lloyd 8', 54' | (1:0) | 63' Yūki Ōgimi | Stadion Wembley, Londyn Widzów: 80 203 Sędzia: Bibiana Steinhaus |

## Strzelczynie
6 bramek
- Christine Sinclair

5 bramek
- Abby Wambach

4 bramki
- Melissa Tancredi
- Carli Lloyd

3 bramki
- Yūki Ōgimi
- Alex Morgan
- Megan Rapinoe
- Steph Houghton

2 bramki
- Marta
- Cristiane
- Marie-Laure Delie
- Laura Georges
- Wendie Renard
- Élodie Thomis
- Kim Song-hui
- Nilla Fischer
- Lotta Schelin

1 bramka
- Francielle
- Renata Costa
- Camille Catala
- Eugenie le Sommer
- Gaëtane Thiney
- Nahomi Kawasumi
- Aya Miyama
- Shinobu Ōno
- Mizuho Sakaguchi
- Gabrielle Onguene
- Jonelle Filigno
- Diana Matheson
- Sarah Gregorius
- Rebecca Smith
- Portia Modise
- Sydney Leroux
- Lisa Dahlkvist
- Marie Hammarström
- Sofia Jakobsson
- Jill Scott
- Casey Stoney

Samobójcze
- Ysis Sonkeng (dla Nowej Zelandii)